# Lars Klingbeil
Lars Klingbeil (rojen 23. februarja 1978 v Soltauu) je nemški politik (SPD). Od 11. decembra 2021 je eden od dveh zveznih predsednikov SPD, od 6. maja 2025 pa podkancler in zvezni minister za finance v Merzovem kabinetu.
Od maja 2003 do novembra 2007 je bil eden od namestnikov zveznega predsednika Jusos-a. Od oktobra 2009 je poslanec nemškega Bundestaga, katerega poslanec je bil prej od januarja do oktobra 2005. Od decembra 2017 do decembra 2021 je bil generalni sekretar SPD, od februarja 2025 do imenovanja za zveznega ministra maja 2025 pa je bil kratek predsednik poslanske skupine SPD v Bundestagu.

## Življenje

### Izvor in izobrazba
Klingbeil je odraščal v Munsterju kot sin vojaka Bundeswehra in prodajalke. Po končani srednji šoli leta 1998 in opravljenem družbenokoristnem delu na železniški misiji v Hannovru je leta 1999 začel študirati politologijo, sociologijo in zgodovino na Univerzi v Hannovru, kjer je leta 2004 diplomiral z magisterjem umetnosti. Od leta 2001 do 2004 je bil član fundacije Friedricha Eberta. 

### Politični začetki
Klingbeil je poleg študija med letoma 2001 in 2003 delal v volilni pisarni kanclerja Gerharda Schröderja in poslanca Bundestaga Heina Wieseja.  Od leta 2001 do 2016 je bil član mestnega sveta Munsterja, od leta 2002 do 2021 pa član izvršnega odbora okrožja SPD Severna Spodnja Saška, od leta 2010 pa je bil namestnik okrožnega predsednika. Po končanem študiju je med letoma 2004 in 2005 delal kot referent za izobraževanje mladih pri SPD v Severnem Porenju-Vestfaliji. Od leta 2003 do 2007 je bil eden od namestnikov zveznega predsednika Jusos-a, od leta 2004 do 2007 pa član mednarodne komisije izvršnega odbora stranke SPD ,
24. januarja 2005 je prevzel položaj poslanca SPD Janna-Petra Janssena, ki je odstopil zaradi škandala s plačami. Nemški Bundestag in bil član Evropskega odbora ter namestnik člana Odbora za zdravje in Odbora za obrambo. Po negativnem izidu glasovanja o zaupnici 1. julija 2005 so bile 18. septembra 2005 izvedene predčasne zvezne volitve.
Klingbeil se ni vrnil v Bundestag, odstopil je iz Bundestaga in je bil od leta 2005 do vrnitve v Bundestag po zveznih volitvah leta 2009 vodja pisarne predsednika deželne stranke SPD Garrelta Duina. Od leta 2006 do 2018 je bil član okrožnega sveta okrožja Soltau-Fallingbostel in kasneje okrožja Heidekreis, od leta 2006 do 2020 pa je bil predsednik podokrožja SPD Heidekreis,

### Poslanec nemškega Bundestaga (od leta 2009)
Na zveznih volitvah leta 2009 se je v nemški Bundestag uvrstil na 7. mesto na listi Spodnje Saške. V volilnem okraju Rotenburg I – Soltau-Fallingbostel je s 35,3 odstotka glasov izgubil proti Reinhardu Grindelu iz CDU, ki je prejel 40,2 odstotka glasov. V 17. mandatnem obdobju je bil član Odbora za obrambo, Pododbora za nove medije in Preiskovalne komisije za internet in digitalno družbo. Bil je tudi tiskovni predstavnik parlamentarne skupine v pododboru za nove medije, tiskovni predstavnik delovne skupine parlamentarne skupine pri Komisiji za internet in digitalno družbo ter namestnik predsednika regionalnih skupin SPD v Spodnji Saški/Bremenu,
Na zveznih volitvah leta 2013 se je v nemški Bundestag uvrstil na 9. mesto na listi Spodnje Saške. V volilnem okraju Rotenburg I – Heidekreis je s 40,6 odstotka glasov na prvi volilni listi ponovno izgubil proti Reinhardu Grindelu iz CDU, ki je prejel 44,8 odstotka glasov na prvi volilni listi. V 18. stoletju V času poslanskega mandata je bil član odbora za obrambo in odbora za digitalno agendo. Bil je tudi tiskovni predstavnik delovne skupine za digitalno agendo parlamentarne skupine in predsednik deželnih skupin SPD v Spodnji Saški/Bremenu. Na zveznih volitvah leta 2017 je kandidiral za 7. mesto na listi Spodnje Saške in v volilnem okraju Rotenburg I – Heidekreis, kjer je s 41,2 proti 36,1 odstotka prvih glasov premagal Kathrin Rösel iz CDU in tako prvič osvojil neposredni mandat. V 19. stoletju V prvem volilnem mandatu je bil nadomestni član Odbora za obrambo, Odbora za digitalno agendo in prvega. Preiskovalni odbor obrambnega odbora 19. Volilno obdobje nemškega Bundestaga. Bil je tudi namestnik predsednika regionalnih skupin SPD v Spodnji Saški/Bremenu. Na zveznih volitvah leta 2021 je kandidiral na petem mestu na listi Spodnje Saške in v volilnem okraju Rotenburg I – Heidekreis, kjer je s 47,6 proti 26,4 odstotka prvih glasov premagal Carstena Büttinghausa iz CDU in ponovno osvojil neposredni mandat. 

### Vzpon v SPD
Predsedstvo stranke je 23. oktobra 2017 na predlog predsednika stranke Martina Schulza imenovalo Klingbeila za naslednika odhajajočega generalnega sekretarja Hubertusa Heila. Na zvezni konferenci stranke 8. decembra 2017 je bil izvoljen na funkcijo s 70,6 odstotka glasov delegatov in potrjen na funkciji na zvezni konferenci stranke 6. decembra 2019 s 79,9 odstotka glasov delegatov. Klingbeil se je v vlogi generalnega sekretarja spomladi 2018 pogajal o koalicijskem sporazumu s strankami Unije in na poznejšem glasovanju uspešno vodil kampanjo za odobritev članov SPD. Organiziral je volilno kampanjo za evropske volitve leta 2019, glasovanje članov za volitve predsednika SPD leta 2019 in volilno kampanjo za zvezne volitve leta 2021. Kot generalni sekretar je bil urednik Vorwärtsa. Predsedstvo stranke je 8. novembra 2021 Klingbeila imenovalo za naslednika odhajajočega vodje stranke Norberta Walterja-Borjansa. Na zvezni konferenci stranke 11. decembra 2021 je bil z 86,3 odstotka glasov delegatov izvoljen za predsednika stranke. Prejšnja vodja stranke Saskia Esken je bila ponovno izvoljena. Klingbeilov naslednik na mestu generalnega sekretarja je bil Kevin Kühnert. Na zvezni konferenci stranke 8. decembra 2023 je bil ponovno izvoljen z 85,6 odstotka glasov; ponovno je bil izvoljen tudi Esken.  Na zvezni konferenci stranke 27. junija 2025 je bil Klingbeil ponovno izvoljen za predsednika stranke s 64,9 odstotka glasov; s tem je dosegel najslabši rezultat doslej na volitvah za predsednika SPD brez protikandidatov. Bärbel Bas je bila izvoljena za sopredsednico. 
Po zveznih volitvah leta 2025 je bil 26. februarja 2025 z 85,6 odstotka glasov izvoljen za predsednika poslanske skupine SPD v Bundestagu in nasledil Rolfa Mützenicha.  Po Klingbeilovem imenovanju za podkanclerja in zveznega ministra za finance 6. maja 2025 je bil Matthias Miersch naslednji dan izvoljen za njegovega naslednika. 

## Politična stališča

### Obrambna politika
Njegov oče je bil še vedno vojak v Bundeswehru, ko je Klingbeil je zavrnil vojaško službo. Po lastnih izjavah je po terorističnih napadih 11. septembra spremenil svoj kritični odnos do Bundeswehra, ko je na licu mesta v New Yorku doživel teroristične napade 07.septembra 2001  Politično se zavzema za povečanje obrambnega proračuna ;  možen razlog je, da obrat Rheinmetall v Unterlüßu, ki zaposluje veliko ljudi v regiji, meji na njegovo volilno volilno območje.  Kljub temu se je zavzemal za ustavitev izvoza orožja v države, vpletene v vojno v Jemnu.  Do leta 2017 je bil Klingbeil član predsedstev lobističnih skupin Nemško združenje za obrambno tehnologijo in Združenje podpornikov nemške vojske.    Podpira nakup oboroženih brezpilotnih letalnikov s strani Bundeswehra.  
V članku, ki ga je julija 2011 napisal skupaj z Martinom Oettingom in Mathiasom Richelom, je Klingbeil razvil svojo podobo »pristne socialdemokratske omrežne politike «, ki temelji na šestih nalogah za socialno demokracijo. V tem kontekstu je menil, da so naslednji dejavniki bistveni: 
- Demokratična prenova
- Odprtost in preglednost
- Kopiranje kot bistvena značilnost
- Dostop za vse
- Delovna mesta postanejo pogoji in nehajo biti kraji
- Komunikacija z ljudmi in za ljudi

Klingbeil je napade na Norveškem julija 2011 izkoristil kot priložnost, da je pozval nemške varnostne organe k strožjemu nadzoru interneta. V tem kontekstu je na Deutschlandfunku pojasnil, da je v nemških varnostnih organih premalo strokovnjakov, ki bi na primer spremljali spletna mesta z desničarsko ekstremistično vsebino. Ker so ti strežniki prisotni po vsem svetu, je treba večji poudarek nameniti mednarodnemu sodelovanju med preiskovalci, potrebno pa je tudi povečanje števila policistov v organih pregona. Zlasti je potrebno ukrepanje proti desničarskim skrajnežem. Podpira poziv policijskega sindikata , Združenja nemških kriminalističnih policistov (BDK), k spodbujanju nekakšnega alarmnega gumba za prijavo desničarskih ekstremističnih spletnih mest. Klingbeil poziva k zakonski uveljavitvi omrežne nevtralnosti.

### Socialna politika
Januarja 2019 je Klingbeil spregovoril proti odpravi vseh sankcij Hartz IV. Vendar je menil, da je odprava subvencij za najemnine napačna, in pozval k popravkom.  Ko je Kevin Kühnert na zvezni strankarski konferenci SPD decembra 2019 želel glasovati o odpravi vseh sankcij Hartz IV, je Klingbeil ponovno spregovoril proti odpravi.  Julija 2023 je Klingbeil predlagal odpravo postopka delitve dohodnine za mladoporočence. 

### Podnebna politika
Na začetku leta 2021 je Klingbeil podnebno politiko svoje stranke komentiral: »Pristop, ki ga izberemo v našem programu, je namerno usmerjen v prihodnost. Pravi: Izkoristimo tudi priložnosti, ki jih ponujajo nove tehnologije, radikalno se osredotočimo na vodik, razširimo obnovljive vire energije, naredimo ga za motor delovnih mest v Nemčiji.«  Istega leta je podnebno nevtralno preobrazbo opisal kot »nalogo stoletja«, ki jo je treba rešiti ne le s ceno <sub id="mwATE">CO2</sub>, temveč tudi z drugimi instrumenti, vključno s širitvijo obnovljivih virov energije, odpravo doplačila EEG, razvojem sodobnega sistema mobilnosti in obveznostjo javnega sektorja, da uporablja le podnebno nevtralne surovine.  Leta 2021 se je Klingbeil zavzel za zadržanost v razpravi o konkretni ceni CO2 in nasprotoval ceni 60 evrov na tono CO2, da bi zaščitil lastnike domov in vozače pred bremeni. 
Klingbeil podpira širitev avtoceste A7 v svojem volilnem okraju med Soltau -Ost in Bad Fallingbostelom na šest pasov.  Nova gradnja železniške proge Hamburg–Hannover vzdolž avtoceste A Zavrača 7. amandma,  zaradi katerega ga je kritizirala revija Fridays for Future. 
Klingbeil je bil član upravnega odbora združenja Nemčija-Rusija – Nova generacija, mreže mladih voditeljev iz Nemčije in Rusije. Gerhard Schröder je podpiral Klingbeila v kampanji za zvezne volitve leta 2017 in se je pojavil na volilnih dogodkih. Klingbeila ni motilo dejstvo, da je Schröder pred kratkim postal član nadzornega sveta Rosnefta.  Klingbeil je marca 2022 dejal, da bi morala SPD za nazaj drugače oceniti dogajanje v Rusiji. Omenil je gruzijsko vojno, priključitev Krima in naročene umore. Bigener in Markus Wehner komentirata: »Klingbeil prav tako malo pove o tem, zakaj se to ni zgodilo, kot o svoji lastni vlogi, na primer kot zaposleni pri Schröderju in Wieseju ter v prokremeljski zvezi 'Nemčija-Rusija – Nova generacija'.« 

## Odziv
Po zveznih volitvah leta 2025, na katerih je SPD dosegla najslabši volilni rezultat po drugi svetovni vojni, je zvezni predsednik stranke Jusos Philipp Türmer kritiziral Klingbeila kot "enega od arhitektov neuspeha" in trdil, da je bil njegov prvi odziv prevzem vodenja parlamentarne skupine.  Nekdanji politik SPD Matthias Machnig je volitve kritiziral kot "samovzviševanje ali celo bonapartizem ".  Izvršni odbor stranke SPD in dve glavni krili parlamentarne skupine SPD, Seeheimerjev krog in parlamentarna levica, so podprli Klingbeilovo izvolitev. 

## Zasebno življenje
Klingbeil je od avgusta 2019 poročen z Leno-Sophie Müller, ki je od leta 2014 generalna direktorica pobude D21. Je oče sina  in živi v Munsterju. 
V mladosti je bil, kot pravi, aktiven v Antifi, kar ga je pripeljalo v politiko. 
Klingbeil je kristjan protestantske veroizpovedi, vendar to redko javno pove; zato je od njega malo konkretnih izjav o veri in cerkvi.  Tako kot večina novega kabineta je tudi on leta 2025 prisego kot zvezni finančni minister zaključil z besedami: »Naj mi Bog pomaga.« 
V prostem času igra kitaro in je bil pevec in kitarist rock skupine Sleeping Silence. Redno trenira tudi CrossFit. Od marca 2022 je dolgoletni navijač kluba član upravnega odbora FC Bayern München. Klingbeil je član upravnega odbora fundacije Sepp Herberger. 
Leta 2025 je v intervjuju v podcastu Alles gesagt? razkril, da so mu leta 2014 diagnosticirali raka jezika in da je bil pred kratkim ozdravljen. Pred tem je bil leta strasten kadilec.  

## Nagrade
- 2022: Strateg leta, nagrada za politiko revije Politik &amp; Kommunikation in Univerze Quadriga v Berlinu [36]
- 2025: Orden wider den tierischen Ernst  (medalja  karnevalskega združenja v Aachnu javni osebnosti ", ki združuje individualnost, priljubljenost in duhovitost, predvsem pa so na svojem položaju kaže humor in človečnost")